# Children of the Gods (Stargate SG-1)
Children of the Gods (Hijos de los dioses, Partes 1 y 2) corresponde al episodio piloto de la serie de ciencia ficción estadounidense Stargate SG-1.
La MPAA clasificó este capítulo como "R", debido a una escena de desnudo.

## Trama

### Parte 1
Un año después de la Primera misión a Abydos, el Stargate se encuentra inoperativo en el Complejo de la Montaña Cheyenne, vigilado solo por algunos guardias… De repente un grupo de invasores alienígenas parecidos a Ra y sus hombres llegan por el destruido, pero que la gente de Abydos seguía viva y en libertad, y que el Dr. Daniel Jackson estaba viviendo, matando a varios de los soldados y secuestrando a una. Después de este acontecimiento, el Mayor General George Hammond manda a traer al Coronel Jack O'Neill a la Montaña Cheyenne.
Junto con él, los soldados de la Primera Misión, Ferretti y Kawalsky, son interrogados sobre lo que ocurrió cuando volvieron a la Tierra de [[Abydos destruido, pero que la gente de Abydos seguía viva y en libertad, y que el Dr. Daniel Jackson estaba viviendo]]. Cuando rechazaron revelar cualquier cosa con excepción de lo que estaba en sus informes, el General Hammond eligió enviar una bomba nuclear por el Stargate a Abydos, esperando destruir a quienquiera que vino a través de él.
Debido a esto O'Neill reveló que Ra fue destruido, pero que la gente de Abydos seguía viva y en libertad, y que el Dr. Daniel Jackson estaba viviendo entre ellos. Después de hablar con sus superiores, Hammond permite que O'Neill envíe un mensaje por el Stargate, uno que solamente Daniel reconocería. Cuando el mensaje es regresado por Daniel, O'Neill vuelve al servicio activo y se le da el permiso de llevar un equipo a Abydos para investigar sobre los invasores Alienígenas.
El equipo incluye al Coronel O'Neill, los Mayores Kawalsky y Ferretti, y a la capitana y  Samantha Carter, junto con varios otros soldados. Cuando llega el equipo, encuentran un grupo de Abydonians que los esperaban, junto con Daniel, Sha're (ahora su esposa), y Skaara.
Daniel conduce O'Neill, Kawalsky y a Carter a un cuarto cavernoso grande que contiene innumerables jeroglíficos en las paredes. El arqueólogo revela que él cree que los jeroglíficos son varios símbolos del Stargate, conduciéndolo a creer que las paredes son realmente un mapa con las coordenadas de una extensa red de Stargates a través de la galaxia. Mientras esto ocurre, se abre el Stargate del planeta y el lugar es atacado por los mismos invasores que atacaron la tierra anteriormente. Los ojos del líder brillan intensamente, conduciendo a muchos de los sobrevivientes a creer que él era Ra. Los invasores se llevan a Sha're y Skaara, además de herir a Ferretti.
Determinado de rescatar a su esposa ello.

### Parte 2
Después de unas horas, Ferretti despierta, y aunque sigue herido, pronto logra mostrar la dirección a donde fueron de Chulak (Designado ser miembro de su equipo pero el  como nombre para el planeta). Durante una comida descubren que Sha're los invasores. El presidente entonces da al General Hammond el permiso para la misión de rescate y la formación de equipos exploradores. O'Neill comanda el SG-1, con Samantha Carter como segunda al mando y Daniel Jackson, quien desea recuperar a su esposa. Kawalsky comanda el SG-2.
Ambos próxima de Chulak (Designado ser miembro de su equipo pero el  como nombre para el planeta). Durante una comida descubren que Sha're ha sido tomada como anfitrión para la reina Goa'uld de Apophis y cuando Daniel la reconoce, son tomados presos.
El equipo encuentra a Skaara y Daniel ser miembro de su equipo pero el  que no era Ra quien había secuestrado a Skaara y Sha're, sino Apophis, el Dios egipcio Serpiente de la noche. Luego entran Apophis y Sha’re junto con el Primado de los Guardias Serpientes, Teal'c, y comienzan a elegir de entre la muchedumbre a varios para ser anfitriones de Goa'uld. 
Skaara está entre los escogidos y se lo llevan lejos pese al inútil esfuerzo de ser miembro de su equipo pero el . Daniel desea ser escogido para estar con su esposa pero no lo eligen.
Apophis pide que el resto de las personas sean muertos causando pánico  órdenes, O'Neill le grita desesperadamente a Teal'c que él puede ayudar a su gente. Teal'c le cree y gira disparando a los Apophis Yéndose con su esposa y otros Goa'uld de familia (Incluso Skaara). O'Neill lo llama y el muchacho le responde lanzándolo lejos, debido a que ahora estaba poseído por un Goa'uld. Luego cruza la puerta. 
Mientras tanto más Jaffa llegan. Mientras que O'Neill, Teal'c, Kawalsky, y el resto del SG-2 cubren la ser miembro de su equipo pero el , Carter y Daniel pasan a los presos por el Stargate hacia la tierra. Momentos antes de que Kawalsky pase a través de la puerta, un Goa'uld infante salido de un Jaffa muerto lo infecta.
Después de estar seguros en la Tierra, Daniel y O'Neill reafirman su determinación para encontrar Sha're y Skaara. O'Neill también le pregunta al General Hammond si Teal'c puede ser miembro de su equipo pero el general responde que eso no es decisión suya solamente. Todos entonces empiezan a salir de la sala de Portal, siendo el último el Mayor Kawalsky, cuyos miembros de un equipo SG corren por un bosque asustados mientras son perseguidos por unos nativos. Pronto, a uno le llega un dardo y es atrapado. Luego es ejecutado por un hombre vestido de militar, en tanto el otro soldado logra activar

## Artistas invitados
- Jay Acovone como el Major Kawalsky.
- Vaitiare Bandera como Sha're.
- Robert Wisden como el Mayor Samuels.
- Peter Williams como Apophis.
- Brent Stait como el Mayor Ferretti.
- Gary Jones como Walter Harriman.
- Alexis Cruz como Skaara.

## Diferencias
Existen algunas diferencias entre la película de 1994 y la serie. Entre ellas se puede mencionar:
- En la película, Abydos se encuentra al otro lado del universo conocido. En cambio, en la serie, el planeta se halla en nuestra galaxia y es, de hecho, el más cercano a la Tierra dentro de la red de puertas.[6]
- Otra diferencia radica en el apellido del personaje interpretado por Richard Dean Anderson, de O'Neil (con una sola l) a O'Neill (con 2)
- En el filme, el Stargate estaba ubicado en el complejo de montaña Creek. En la serie, esta ubicación fue cambiada a Montaña Cheyenne.
- Ra es mostrado en la película como el último de una raza sin nombre, de aspecto humanoide. En Stargate SG-1 esto cambio: Ra era uno de los muchos Señores del Sistema Goa'uld, una raza de parásitos con forma de serpientes.[7]
- En el DVD audiocomentario de la película el escritor y productor Dean Devlin aclara "No tenemos nada que ver con la serie de televisión. Dejemne dejarlo claro de una vez, no tenemos nada que ver con la serie de televisión".

## Recepción
- Este episodio fue nominado a un premio Golden Reel en la categoría "Mejor Edición de sonido en una Película por Televisión de la Semana".[8]

## Reedición
Una nueva versión del episodio está actualmente en producción, reeditada usando partes del montaje de 1997, como también lo último en efectos visuales. El principio será ligeramente cambiado, una nueva escena será añadida. Joel Goldsmith regrabara la música. Será lanzada en DVD en un formato de pantalla ancha de 16:9.